# Gidon Kremer
Gidon Kremer (en letó Gidons Krēmers) (Riga, 27 de febrer de 1947) és un violinista i director d'orquestra letó. Fou el fundador de la Kremerata Baltica. És considerat un dels violinistes més importants de la seva generació.
Gidon Kremer és un violinista reconegut per la seva àmplia gamma de repertori, que inclou obres clàssiques i romàntiques estàndard, així com un interès profund per la música contemporània, especialment aquella d'origen rus i de l'Europa de l'Est. Amb una carrera que s'estén durant cinc dècades, Kremer ha aconseguit una reputació internacional com un dels intèrprets destacats de la seva generació.
Ha actuat com a solista en nombroses sales de concerts de renom i ha col·laborat amb moltes orquestres de prestigi a Europa i Amèrica del Nord, treballant amb directors de renom mundial. La seva contribució a la música contemporània i la seva exploració de nous repertoris han estat notables al llarg de la seva carrera.

## Biografia

### Estudis
Va néixer a Riga, Letònia, que aleshores formava part de la Unió Soviètica. El seu besavi Alexander Brückner era un historiador alemany especialitzat en estudis russos.
El jove Gidon va créixer en un entorn musical. Els seus pares també eren violinistes professionals. El seu pare, Marcus Filippovich Kremerov, era jueu d'origen alemany i havia sobreviscut a l'Holocaust. La seva mare, Marianna Karlovni, tenia orígens alemany-suecs.

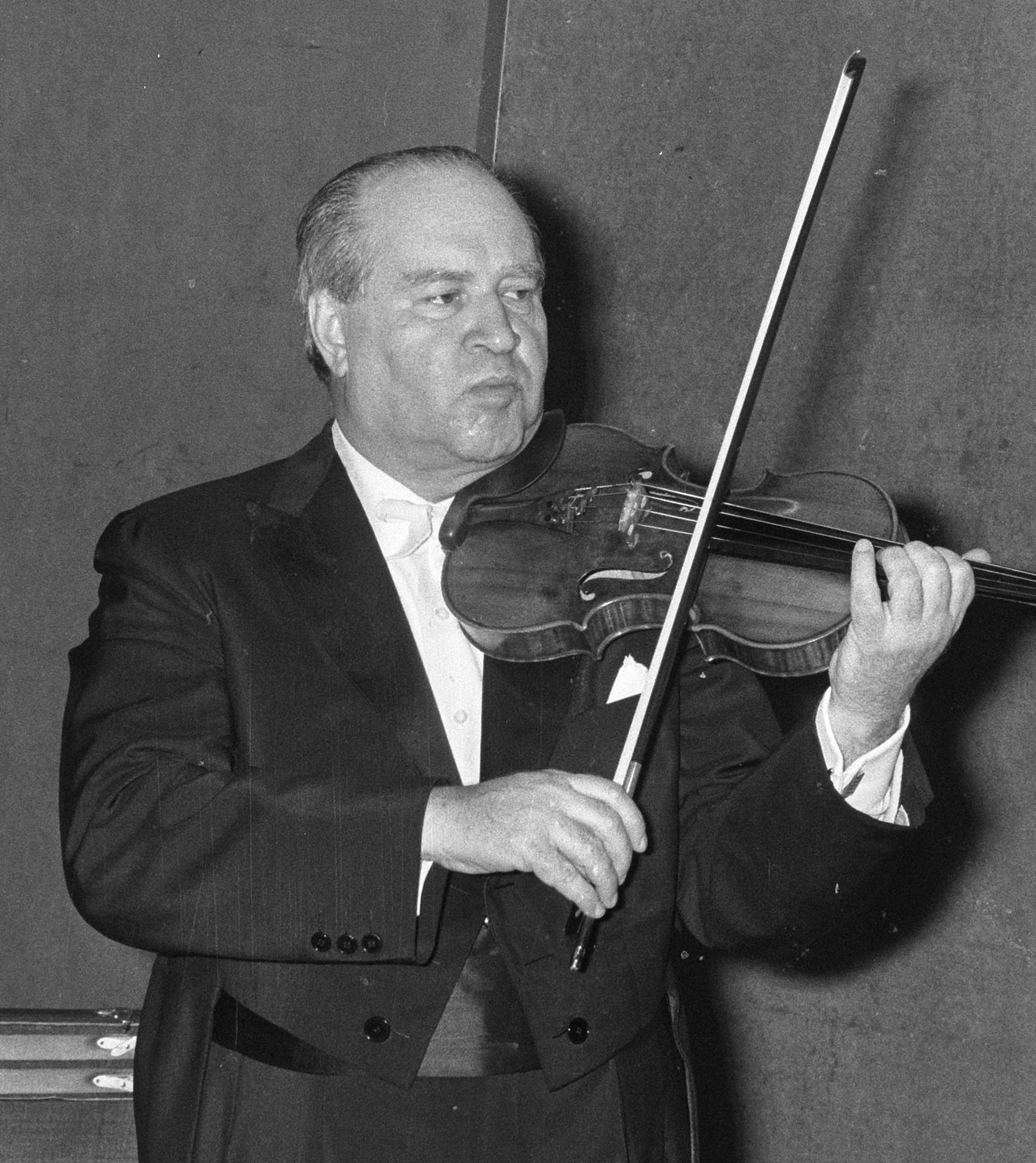
David Óistrakh (1972), el seu professor al Conservatori de Moscou

Gidon va començar a assistir a la classe de Voldemar Sturesteps al conservatori de la seva ciutat natal el 1954. Als 16 anys va guanyar el primer premi de la República de Letònia i dos anys més tard, ja considerat un nen prodigi, és admès el 1965 a la classe magistral de David Óistrakh al Conservatori de Moscou. Això el va portar a un entorn artístic que el va introduir en les grans tradicions del virtuosisme raonable, perquè Óistrakh va ser durant tota la seva vida l'encarnació de l'humanista instrumental, popular i admirat en tots els grups. Va freqüentar el conservatori fins al 1973 rebent classes també de Petr Bondarenko. David Óistrakh va ensenyar Kremer durant vuit anys i, finalment, li va oferir un lloc d'assistent després de graduar-se.

### Primers premis
L'èxit a diferents concursos internacionals es va produir ràpidament: tercer premi al Concurs Internacional de Música Reine Élisabeth de Brussel·les el 1967, el primer premi del Concurs Paganini a Gènova el 1969 i sobretot el primer premi de l'important Concurs internacional Txaikovski de Moscou el 1970, guanyant a Vladimir Spivakov. A Kremer, amb vint-i-tres anys, fou el triomfador indiscutible, el món de la música no tenia cap dubte que un músic inimitable s'havia fet sentir, un músic amb unes conviccions musicals no el feien fàcil de manejar i amb uns interessos que anaven molt més enllà del conegut repertori dels seus competidors i companys de professió. El seu primer concert a Occident va ser al Musikverein de Viena l'any 1970, on va tocar amb Thomas Schippers i la Wiener Symphoniker. Kremer es va quedar- de moment a Rússia i es va casar amb Tatiana Grindenko, una talentosa violinista amb la qual havia competit per al premi Txaikovski. Amb Tatiana va tenir fills i es va dedicar a recórrer tota la Unió Soviètica tocant en més de 160 ciutats, aconseguint un enorme repertori.
En els nombrosos concerts a la Unió soviètica, la crítica i el públic estaven entusiasmats amb el seu virtuosisme que semblava no tenir límits per la seva audàcia i l'originalitat dels seus programes. La seva intenció era cooperar el màxim amb el règim perquè d'aquesta manera li permetessin desplaçar-se a l'estranger per fer recitals. Finalment després de concedir-li viatjar els països de l'Est d'Europa durant el 1973, l'any següent va ser autoritzat per primera vegada a sortir fins a Viena. El seu segon concert fora de la Unió Soviètica va tenir lloc el 1975, a Alemanya. Herbert von Karajan el contacta i el convida al Festival de Salzburg de 1976 i enregistra amb ell el Concert per a violí de Brahms amb l'Orquestra Filharmònica de Berlín: Karajan l'anomena "el millor violinista del món": la carrera internacional de Gidon Kremer havia començat. Després es desplaçaria a Londres i al Japó. El 1977 fa un recital al Fisher Hall de Nova York amb Ksenia Knorre, que seria la seva segona esposa, al piano.
Al final de 1977, Kremer creu que necessita més temps per a ell mateix i demana a les autoritats poder estar dos anys fora de la Unió soviètica. Els dos anys es van convertir en vuit, però gràcies a l'estatus que tenia el compositor, de fet, va tornar sovint a Riga i a Moscou per visitar els seus amics i la família. L'any següent, després d'haver-se divorciat, el 20 de gener de 1978, es va casar amb la pianista Ielena Baixkirova, però el matrimoni tampoc va durar.

### Sortida de la Unió Soviètica
El 1980, cansat dels assetjaments que li fa el règim soviètic, Kremer s'estableix a Alemanya en companyia de la seva segona esposa, la pianista Ielena Baixkirova, amb la que compartirà moltes actuacions.

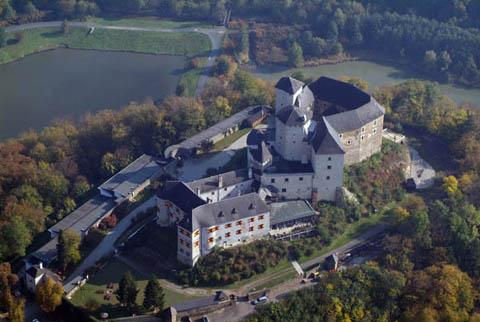
Vista aèria de Lockenhaus

El 1981, Kremer va fundar un Festival de música de cambra a Lockenhaus, Àustria, orientat cap a una programació d'obres noves i no convencionals. Kremer en va assumir la direcció durant trenta anys, fins al 2011 que va traspassar el testimoni al violoncel·lista francès-alemany Nicolas Altstaedt. Durant dos anys Kremer va substituir a Yehudi Menuhin en el lloc de director artístic del Festival de Gstaad, a Suïssa. Durant els anys vuitanta, Kremer va estar en perpetu moviment entre Europa i Nord-amèrica, a Austràlia, al Japó, tocant en recitals, apareixent en orquestres i al costat dels col·legues de músics de cambra, fent un rècord darrere l'altre. Nova York va ser un dels llocs preferits i hi tenia un apartament, però també tenia residències a Lucerna i a París. Entre viatge i viatge, aprofitava per fer enregistraments amb la Filharmònica de Berlín i Karajan.
El tipus de repertori que Kremer generalment li agradava tocar -música contemporània soviètica i americana- en "impopulars" concerts i sonates de música de cambra, segurament hauria arruïnat la carrera de qualsevol violinista virtuós. A Kremer li passava just al contrari i prosperava en la controvèrsia. Com més grans eren els reptes que es posava per ell i per al públic, més popular esdevenia.

### Kremerata Baltica
A partir de 1992, el festival és conegut sota el nom de Kremerata Musica.
L'any 1997 va fundar l'orquestra de cambra Kremerata Baltica amb músics dels tres Estats bàltics, amb els que ha fet gires per festivals i sales de concerts de tot el món. També és nomenat director artístic del festival Art Projekt 92 de Múnic. Des de l'any 2002 és el director artístic del nou Festival a Basilea Les muséiques.
Des que es va fundar Kremerata Baltica, el conjunt treballa amb solistes i mestres famosos. Entre els principals esdeveniments, especialment els darrers anys, hi ha el concert To Russia with Love amb la Filharmònica de Berlín el 2013 per cridar l'atenció sobre els drets humans a Rússia i el concert All About Gidon, que narra l'autobiografia de Gidon Kremer. Kremerata Baltica i Kremer es van associar amb el famós artista mímic rus Slava Polunin i Fools Academy el 2013 per dur a terme el projecte Symphony Snow inspirat en la fira de la neu de Polunin.
El 2015, el conjunt van crear Masks and Faces juntament amb Kremer i el pintor i filòsof rus Maxim Kantor. El 2019 la Kremerata van portar a terme Pictures from East al costat de l'artista sirià Nizar Ali Badr, que va abordar els problemes i la qüestió de refugiats al Pròxim Orient.

## Perfil professional
Gidon Kremer és considerat com un dels grans violinistes de la seva generació. L'originalitat, l'agilitat i l'última convicció de les seves interpretacions fan d'ell una de les personalitats rellevants de la música clàssica actual. Impulsat per la seva impressionant filosofia artística, Gidon Kremer ha establert una reputació mundial com un dels artistes més originals i convincents de la seva generació. El seu repertori abasta les partitures dels clàssics estàndard així com dels grans compositors dels segles XX i XXI, com Hans Werner Henze, Alban Berg, Mieczysław Weinberg i Karlheinz Stockhausen. A més, el seu interès per la música contemporània l'ha portat a associar-se amb compositors tan diversos com Alfred Schnittke, Arvo Pärt, Guia Kantxeli, Sofia Gubaidúlina, Valentin Silvestrov, Luigi Nono, Aribert Reimann, Peteris Vasks, John Adams, Victor Kissine, Michael Nyman, Philip Glass o Ástor Piazzolla. Per això és un dels artistes més originals i complets de la seva generació. Entre els nombrosos compositors que li han dedicat obres, es poden citar els noms de Gubaidúlina (Offertorium) i Nono (La lontananza nostalgica utopica futura).
Ha actuat a sales d'Europa i Amèrica. Ha col·laborat amb els principals directors d'orquestra com Leonard Bernstein, Herbert von Karajan o Zubin Mehta, entre d'altres. Ha tocat amb Martha Argerich, Mischa Maïsky, Keith Jarrett, Yo-Yo Ma, Kim Kashkashian, Valeri Afanassiev, entre d'altres.
El 2019 va formar el Gidon Kremer Trio amb la pianista Julianna Avdějeva i el violoncel·lista.

### Kremer i Sofia Gubaidúlina

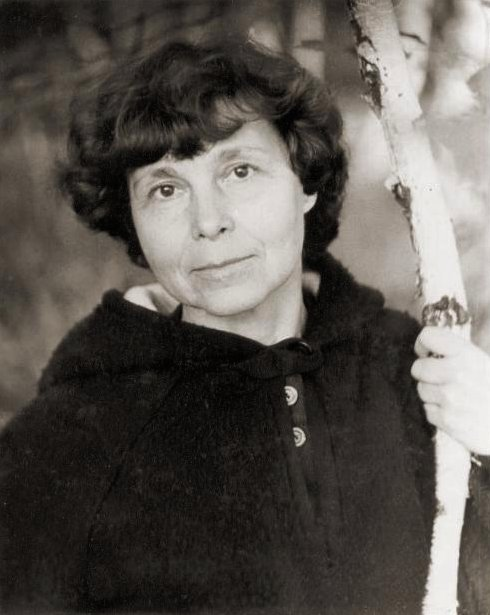
Sofia Gubaidúlina, el 1981

El 1977, Kremer va demanar a la compositora Sofia Gubaidúlina un concert de violí.

### Kremer i Arvo Pärt

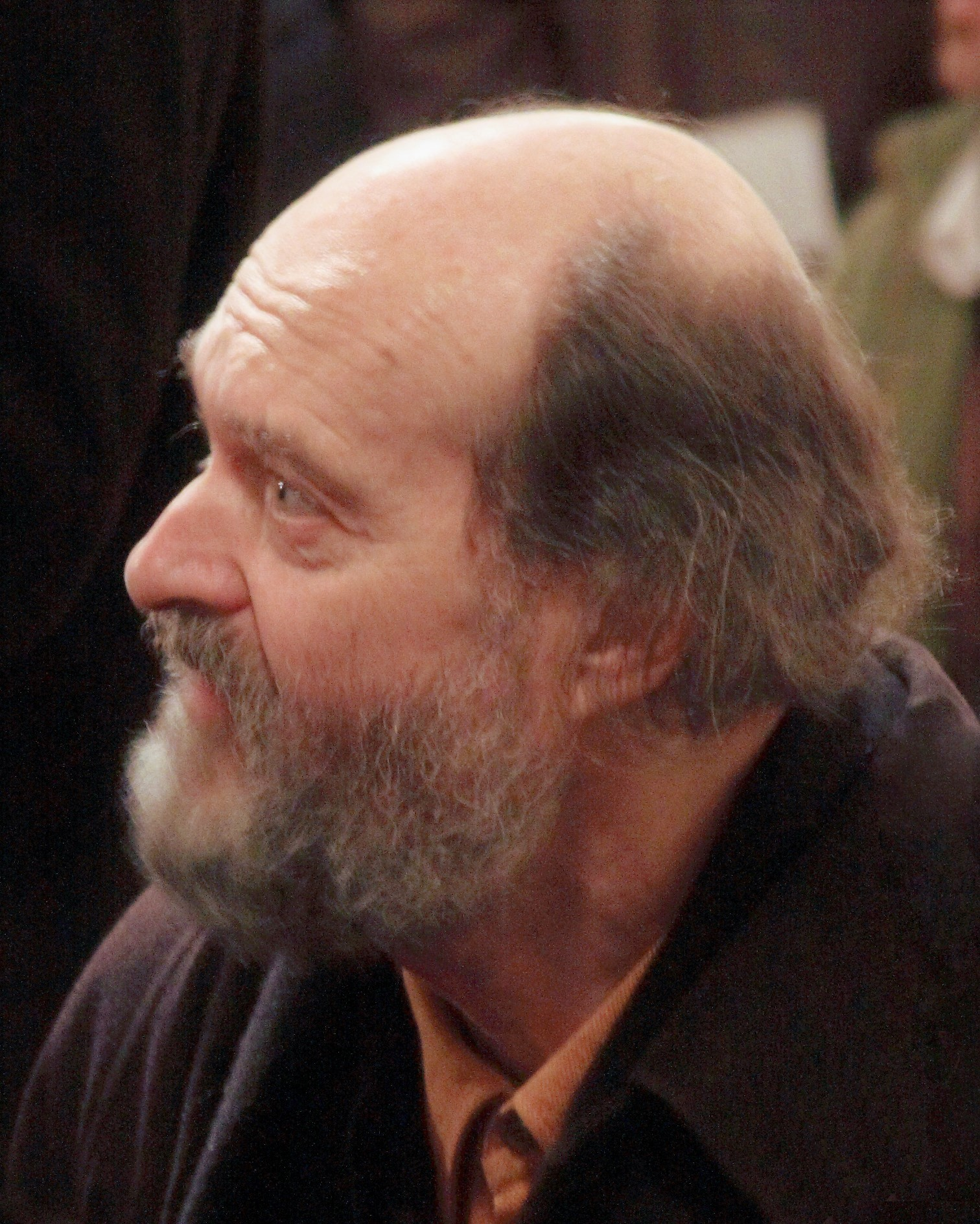
Arvo Pärt, el 2008

La col·laboració de Gidon Kremer amb Arvo Pärt va començar amb la mítica estrena de Tabula rasa que va tenir lloc el 1977. Fruit de l'amistat i de la comprensió creativa mútua va ser creada gràcies a Kremer, que va sol·licitar una peça al compositor a la primavera de 1977. Arvo Pärt va dir: «Si no fos per tu, benvolgut Gidon, Tabula rasa no existiria. Sense Tabula rasa, jo no existiria». La peça està dedicada al violinista, i Kremer la va estrenar a Tallinn, Estònia, el 30 de setembre, amb Tatiana Grindenko com a segon violí, Alfred Schnittke en el piano preparat, i l'orquestra de cambra de Tallinn, dirigida per Eri Klas. L'enregistrament d'ECM va comptar amb els mateixos protagonistes però amb l'Orquestra de Cambra lituana. Va ser un exemple de la manera en què la música de Pärt pot ser interpretada. Les obres tintinnabuli del compositor estonià van trobar una audiència més àmplia fora de la Unió Soviètica principalment gràcies a Gidon Kremer.
Tant Pärt com Kremer van emigrar el 1980 i van continuar la seva amistat en l'àmbit cultural de parla alemanya.

### Kremer i Piazzolla

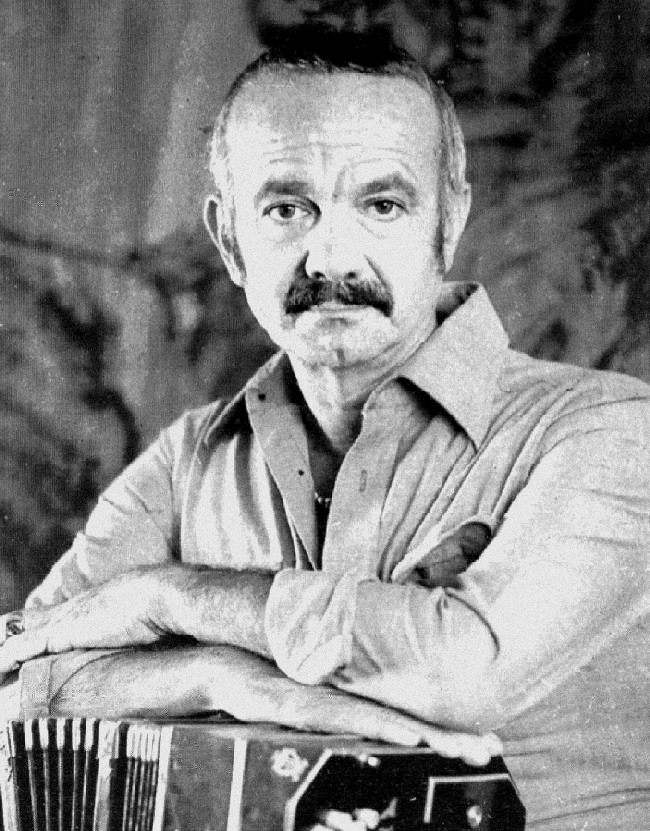
Astor Piazzolla, el 1971

L'any 2012 Kremer va publicar Hommage à Piazzolla: The Complete Astor Piazzolla Recordings, un conjunt de set àlbums dedicats al compositor argentí Astor Piazzolla, sis dels quals havia enregistrat anteriorment: Hommage à Piazzolla (1996), El Tango (1997), Eight Seasons (2000) i Tracing Astor (2001) —i dos que van ser llançats per Teldec—, l'òpera María de Buenos Aires (1998, dos CDs) i Tango Ballet (1999); amb l'afegit d'un setè disc amb 14 cançons en viu enregistrades el 1997.
Quan el 1996 havia llançat Hommage à Piazzolla ja havia sigut molt aclamat, aconseguint inesperadament nivells de vendes de música pop molts països i els concerts de Kremer i el seu conjunt de tango varen tenir èxit a tot el món.

### Kremer i Weinberg
El violinista Gidon Kremer és des de fa anys tenaç defensor de la música de Mieczysław Weinberg. La primera vegada que el va conèixer va ser quan era estudiant a Moscou i Weinberg va assistir a la classe de David Óistrakh per interpretar a Sonata per a violí de Xostakóvitx. Va ser la seva primera representació abans de l'estrena de l'obra. Es va celebrar només per a estudiants (la peça està dedicada a David Óistrakh, que va estrenar l'obra el 3 de maig de 1969 a la Sala Gran del Conservatori de Moscou). Kremer, però, no va tenir cap contacte personal amb ell perquè aleshores no reconeixia el seu geni.
Més tard, als anys vuitanta, el violoncel·lista Yosif Feigelson, que va gravar les obres de Weinberg per a Olympia i Naxos, li va mencionar a Kremer que estava molt entusiasmat amb certes peces de Weinberg, concretament els 24 Preludis. Però Kremer encara no es va interessar massa per Weinberg. Finalment, el 2012 cercant repertori de la seva orquestra Kremerata Baltica, que dirigia des del 1997, va intentar llegir la seva Simfonia núm 10. Pas a pas, va anar descobrint el món de Weinberg fins que es va convèncer que es tractava d'un compositor realment gran.
El CD Mieczysław Weinberg –amb la Kremerata i solistes dels festivals de Neuhardenberg i Lockenhaus– va sortir al mercat el gener de 2014. El gener de 2017, va enregistrar juntament amb la Kremerata i per al segell ECM Records un nou àlbum amb totes les simfonies de cambra de Mieczysław Weinberg. El 2019, de nou amb la Kremerata Baltica, va enregistrar juntament amb la CBSO i Mirga Gražinytė-Tyla per a Deutsche Grammophon la simfonia núm. 2 i 21 de Weinberg.
Compositor i intèrpret tenen una altra cosa en comú: un dels seus poetes preferits va ser Julian Tuwim. Tuwim va ser un dels poetes preferits en la joventut de Kremer.

## Violins
Fins al 1979, Kremer va utilitzar el Guadagnini que havia heretat del seu avi. El 1979 adquireix un Stradivarius l'ex-Baron von Feititsch-Heermann (datat del 1734) que utilitza fins al 1988, moment en què comença a tocar un Guarneri del Jesù (vers 1730) ex-Payne i que havia pertanyut a Ferdinand David. Després del 2006 el seu instrument predilecte és el Nicolò Amati del 1641, anomenat Hamburg.

## Obra literària
És autor de quatre llibres en alemany que reflecteixen la seva filosofia artística: 
- Oase Lockenhaus: 15 Jahre Kammermusikfest Kremerata Musica 1981-1996 (Residenz Verlag GmbH, 1996)
- Kindheitssplitter (Piper Verlag GmbH, 1997), traduït en rus, letó, francès i japonès
- Obertöne (Residenz Verlag, 1997)
- Zwischen Welten: Mit 25 Abbildungen (Piper Verlag GmbH, 2004).

És també l'autor de tres llibres, publicats en alemany, que reflecteixen la seva trajectòria artística.

## Documentals
Entre el 2017 i 2018, Paul Smaczny va acompanyar tot un any a Gidon Kremer amb la càmera, observant-lo amb la seva orquestra de cambra Kremerata Baltica a París i a la seva Riga natal, i com a solista a Moscou i Tòquio, a més de conèixer-lo com una persona social i políticament activa. Gidon Kremer – Finding your own voice és un documental que també recorda les etapes més importants de la vida de Kremer i narra influències i col·laboracions que ha anat tenint amb el temps.